# Abdeljabar Machouche
Abdeljabar Machouche, né le 26 février 1945 à Tunis, est un footballeur international tunisien.

## Biographie
Il signe sa première licence en 1960 à l'Espérance sportive de Tunis et démontre rapidement sa technicité et ses vertus d'attaquant. Il dispute son premier match avec les seniors durant la saison 1962-1963 contre le Stade soussien (1-2).
Le 1er janvier 1967, il dispute son premier match international face au club de Chemnitzer FC, en marquant l'unique but de la rencontre.
Il met un terme à sa carrière en 1972.

## Palmarès
- Coupe de Tunisie : 1964
- Championnat de Tunisie : 1970